# Albania na Letnich Igrzyskach Olimpijskich 1992
Albanię na Letnich Igrzyskach Olimpijskich 1992 reprezentowało 7 sportowców.

## Reprezentanci

### Lekkoatletyka
Kobiety
Siedmiobój
| Zawodniczka    | Konkurencja | 100H  | HJ | SP    | 200 m | LJ   | JT  | 800 m | Razem | Pozycja |
| -------------- | ----------- | ----- | -- | ----- | ----- | ---- | --- | ----- | ----- | ------- |
| Alma Qeramixhi | Rezultat    | 15,90 | NM | 10,70 | 27,81 | 4,99 | DNS | DNS   | DNF   | DNF     |
| Alma Qeramixhi | Punkty      | 727   | 0  | 575   | 646   | 557  | DNS | DNS   | DNF   | DNF     |

### Strzelectwo
Mężczyźni
| Zawodnik    | Konkurencja                  | Kwalifikacje | Kwalifikacje | Finał  | Finał   |
| Zawodnik    | Konkurencja                  | Punkty       | Miejsce      | Punkty | Miejsce |
| ----------- | ---------------------------- | ------------ | ------------ | ------ | ------- |
| Kristo Robo | pistolet szybkostrzelny 25 m | 565          | 30.          | NQ     | NQ      |

Kobiety
| Zawodniczka     | Konkurencja            | Kwalifikacje | Kwalifikacje | Finał  | Finał   |
| Zawodniczka     | Konkurencja            | Punkty       | Miejsce      | Punkty | Miejsce |
| --------------- | ---------------------- | ------------ | ------------ | ------ | ------- |
| Enkelejda Shehu | pistolet sportowy 25 m | 575          | 14.          | NQ     | NQ      |

### Pływanie
Mężczyźni
| Zawodnik     | Konkurencja      | Eliminacje | Eliminacje | Półfinał | Półfinał | Finał | Finał   |
| Zawodnik     | Konkurencja      | Czas       | Miejsce    | Czas     | Miejsce  | Czas  | Miejsce |
| ------------ | ---------------- | ---------- | ---------- | -------- | -------- | ----- | ------- |
| Frank Leskaj | 50 m dowolnym    | 24,72      | 50.        | NQ       | NQ       | NQ    | NQ      |
| Frank Leskaj | 100 m dowolnym   | 55,50      | 62.        | NQ       | NQ       | NQ    | NQ      |
| Frank Leskaj | 100 m klasycznym | 1:14,28    | 56.        | NQ       | NQ       | NQ    | NQ      |

### Podnoszenie ciężarów
Mężczyźni
| Zawodnik        | Konkurencja | Rwanie   | Rwanie  | Podrzut  | Podrzut | Razem    | Pozycja |
| Zawodnik        | Konkurencja | Wynik    | Pozycja | Wynik    | Pozycja | Razem    | Pozycja |
| --------------- | ----------- | -------- | ------- | -------- | ------- | -------- | ------- |
| Fatmir Bushi    | 67,5 kg     | 130 kg   | =10.    | 160 kg   | =10.    | 290 kg   | 11.     |
| Sokol Bishanaku | 67,5 kg     | 125 kg   | 14.     | 157,5 kg | =13.    | 282,5 kg | 13.     |
| Dede Dekaj      | 110 kg      | 162,5 kg | =15.    | 217,5 kg | =6.     | 380 kg   | 9.      |